# Lo Cinglo Roig
Lo Cinglo Roig és una muntanya de 587 metres que es troba al municipi de les Avellanes i Santa Linya, a la comarca catalana de la Noguera.